# Royal Kombo
Royal Kombo ist eine österreichische Band.

## Geschichte
Im Jahr 2015 hat die Band am nationalen Vorentscheid Eurovision Song Contest – Wer singt für Österreich? teilgenommen.

## Diskografie

### Alben
- 2013: Hang Loose (Young Lion Records)

### Singles
- 2009: Gimme Love (mit Housetec) (Balloon Records)
- 2011: Aufsteh’n (Energy Berger Am Morgen Song) (Young Lion Records)
- 2011: Fire Fire (Young Lion Records)
- 2011: CTNS (City That Never Sleeps) (Young Lion Records)
- 2011: Oh Jah (Young Lion Records)
- 2012: Make Me Fly (Young Lion Records)
- 2012: She a Murder (Young Lion Records)
- 2012: 3 Kingz (Young Lion Records)
- 2013: Ram Pam Pam (Young Lion Records)